# 法蘭士·約瑟夫冰川

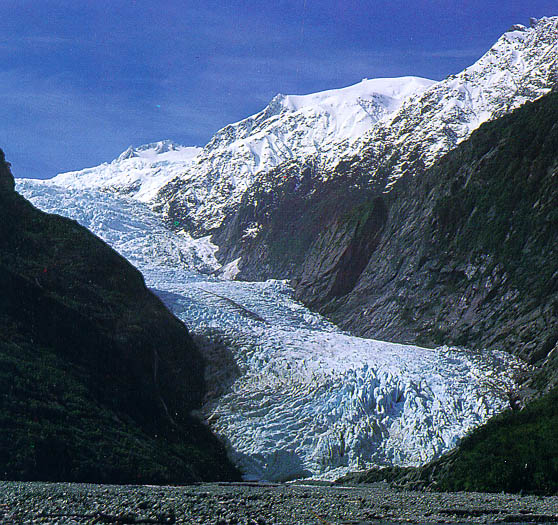
從法蘭茲約瑟冰川所在的山谷往上觀看冰川。

法蘭士·約瑟夫冰川，是一個位於紐西蘭南島西部地區的冰川。連同在冰川以南20公里的福克斯冰川，兩個冰川從南阿爾卑斯山脈開始，直到海拔240米高的地方融化，潤澤當地的溫帶雨林。
兩個冰川的周邊地帶都屬於世界自然遺產，位於蒂瓦希普纳穆內的西部區國家公園（Westland NP）。而從法蘭茲約瑟冰川結束處開始的河流名為懷霍河（Waiho）。
法蘭士·約瑟夫冰川的另一個特色，是由於它非常接近海洋，所以冰川所在地的氣溫亦比地球上其他冰川更溫暖。

## 命名
法蘭士·約瑟夫冰川由一位德國的探險家尤利烏斯·馮·哈斯特（Julius von Haast）在1865年命名，用以紀念奧匈帝國的君主弗朗茨·約瑟夫。這個冰川的毛利語名稱是，意思就是「Hinehukatere的眼淚」。這個名稱源自當地的一個傳說：喜愛攀山的Hinehukatere游說了她的愛人Tawe與她一起攀山。雖然Tawe的攀山經驗沒有Hinehukatere的豐富，但他愛與Hinehukatere結伴，所以答應了。結果，Tawe被雪崩從山頂掃下山至死，Hinehukatere十分傷心。Hinehukatere的眼淚化成了萬千水點從山頂落下，凍結了成為冰川。

## 增長與減退
現時冰川有12公里長，在距離塔斯曼海19公里處完結。由於在冰川結束處已融化的冰雪與降雪所形成的永久雪（又譯冰川雪）未必經常保持平衡，所以冰川經常都在增長與減退的週期裡循環。在2007年，由於降雪量的增加，法蘭士·約瑟夫冰川成為了紐西蘭當年唯一增長中冰川。其他地方，特別是位於南阿爾卑斯山脈東部的冰川，都因為全球暖化的效應而大幅縮減。
從1940年代到1980年代期間，冰川處於減退期，冰川比現在最多曾減退數公里。從1984年開始，冰川步入增長期，大約以每日0.7米的幅度增長，流量是一般冰川的10倍速度。長遠來說，冰川相比於上一個冰河時期已退縮了很多。地理學家估計，在1萬到1.5萬年前的冰河時期，冰川曾一度伸入海裡。

## 旅遊

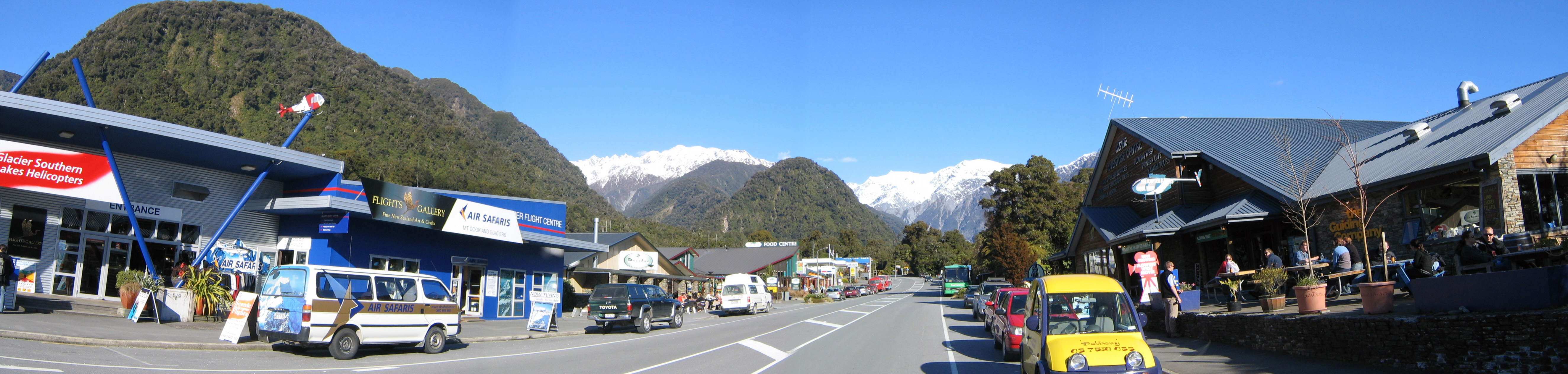
位於法蘭茲約瑟村落的一個旅客服務中心。

冰川地帶是紐西蘭西岸的主要旅遊景點，旅客可以在無需導遊領導下踏上冰川。不過若旅客希望攀爬冰川的話，需要有冰斧、冰鑿等特殊用具及穿着特別的靴具。

## 參看
- 福克斯冰川
- 冰川列表

## 外部連結
- West Coast & Glaciers （页面存档备份，存于）（新西蘭旅遊局）
- 新西蘭冰川 （页面存档备份，存于）（美國地質調查局）

43°28′S 170°11′E / 43.467°S 170.183°E